# Kriegsschule Anklam

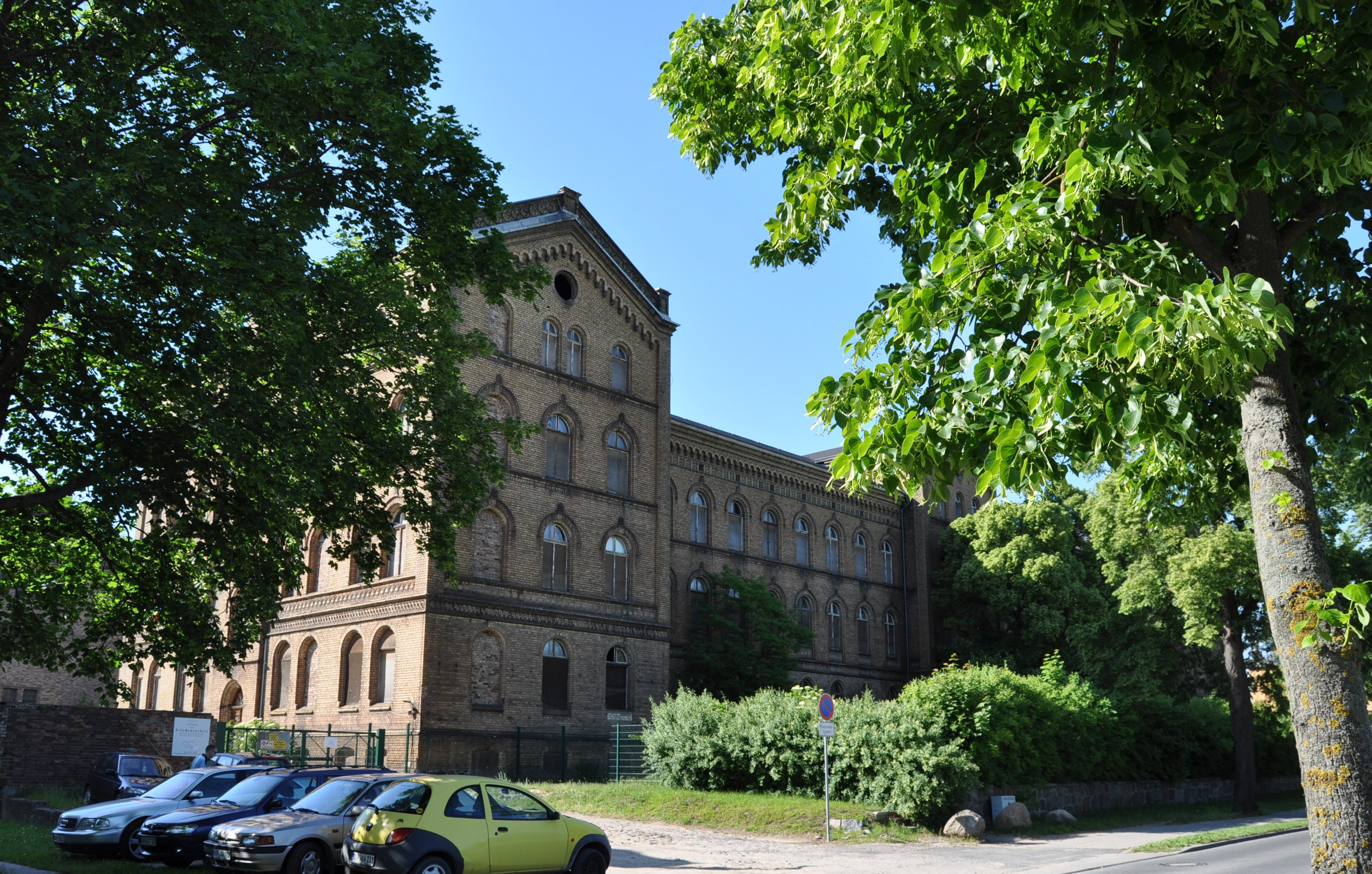

Die ehemalige Kriegsschule Anklam in Anklam (Mecklenburg-Vorpommern), Friedländer Landstraße 3, stammt von um 1871. Das Haus steht seit den 1990er Jahren leer.
Das Gebäude steht unter Denkmalschutz.

## Geschichte
Das drei- und viergeschossige 27-achsige gelbverklinkerte historisierende Gebäude mit einem Sockelgeschoss, seinen drei prägenden viergeschossigen Querflügeln und dem markanten verzierten Gesims wurde 1870/71 nach Plänen von Friedrich August Stüler (1800–1865) als königliche Kriegsschule von Preußen gebaut. Es war die siebte von insgesamt zehn königlichen Kriegsschulen. In Preußen wurden sie seit 1810 als Teil der Scharnhorstschen Heeresreform eingerichtet. Sie waren Fachschulen für Offizieranwärter aller Waffengattungen. Die Preußische Kriegsakademie in Berlin war eine militärische Hochschule zur Ausbildung von Generalstabsoffizieren.
Neben der Kriegsschule stand das Wehrmachtsgefängnis Anklam von 1940.
Nach 1945 waren hier zunächst Flüchtlinge untergebracht. In der DDR-Zeit befanden sich hier der VEB Bolzen- und Schraubenwerk und der VEB Geflügelschlachtstelle. Ab Mitte der 1990er Jahre stand das Gebäude leer und verfiel. 2019 erwarb ein Investor für einen symbolischen Euro das Gebäude. Nach Umbauten und einer Sanierung sollen hier um die 70 Wohnungen entstehen. Auch eine neue Umnutzung als Seniorenzentrum wurde vorgestellt.
Der Berliner Architekt Stüler plante viele Bauten in Berlin, sowie u. a. in Mecklenburg und Vorpommern  die Dorfkirche Basedow, das Schloss Basedow, das Schloss Broock, die Schlosskirche und die Orangerie Putbus, St. Bartholomaei (Demmin), Peter-Pauls-Kirche (Zingst), das Gebäude Leipziger Allee 26 und die St.-Peter-Kirche (Altentreptow).